# Фајумска култура
Фајумска култура је неолитска култура Доњег Египта, која је настала око 5300 - 5000. године п. н. е. Локалитет је отркила Гертруде Катон-Томпсон (Gertrude Caton-Thompson) заједно са геологом Елионором Гарднером (Elionor W. Gardner) 1924. године. У претходној фази Б (епипалеолит) ова култура се назива Карунска култура.

## Географске одлике
Фајумски басен налази се око 25 километара западно од реке Нил, 70 километара југозападно од Каира. Ту се некада налазило језеро Моерис, данас познато као Биркет ел Куарун (Birket el Qarun). Површина овог језера се налази у криптодепресији (-45 метара).

## Епипалеолит
Епипалеолитска култура Фајум Б је старија је од Фајума А. Узрок тој инверзији је тај што су локалитети Фајум Б ближи обали преосталог језера, па се логично претпостављало да је ниво језера опадао и самим тим да је Фајум Б млађи.
Али Фред Вендорф (Fred Vendorf) и Ромулд Шилд (Romuald Schild) су доказали да је ниво језера осцилирао и да је Фајум Б старији од Фајума А.
Веза између ове две културе је сличност у кременим врховима стрела са конкавном основом. Прелаз између Фајум Б и Фајум А јесте прелаз између сакупљања и производње хране, а хијатус између њих траје око 1 500 година.

## Неолит
Неолит на Фајуму А почео је око 5300/5200 и трајао је до 4100/4000 п. н. е, упоредо са Меримдеаном и Ел-омариеном.
Локалитети неолитског Фајума А познати су на северној страни Фајумског басена, али свуда око језера. Томпсон је истраживала низ брдашаца (комови) на северној страни, која је означила: W, З1, М, К.

## Станишта
Станишта нису нађена осим неколико заклона од ветра, али се претпоставља да их је било око 17 или више.
На кому W, на површини 200x170 метара, постојао је културни слој дебљине 30 центиметара- 1,7 метра и у њему је нађено око 250 огњишта.
Нађени су укопани силоси у облику великих плетених корпи. Сматрало се да припадају целој заједници у њима је откривено зрневље: пшеница и јечам.
У укопаним ватриштима нађени су у неколико слојева лонци за кување са остацима рибљих или других костију.
На кому К откривено је 56 силоса од који је 9 још увек садржавало житарице и друго семење. У непосредној околини пронађено је још 109 силоса. У неким су констатовани керамика и српови.
Лов је још увек релативно заступљен, а насеља су била врста сезонских кампова, с тим што су те сезоне некад дуже трајале, а сами кампови су били нешто већи од оних у Каруниен култури.

## Керамика
Керамика је лоше фактуре и лоше печена. Доминирају зделе (правоугаоне са »кљуном«). Керамика је прилично неразвијена. Облици су неразуђени, од грубе лоше печене глине којој се додаје слама.
Облици посуда су дубоке зделе и лонци, сферични и мрке боје, правоугаоне зделе црвено полиране са танким премазом љубичасто црвене боје, нађена је посуда са три брадавичасте ноге и посуда на коничној прстенастој нози.
Црно полирана керамика је случајан производ печења (када посуда упадне у пепео поцрни због недостатка ваздуха, и под утицајем угљеника).

## Сахрањивање
Сахрањивање није познато, јер до сада није пронађена ниједна некропола. Вероватно је екстрамуријално, могуће инхумација.

## Покретни материјал
Од алатки заступљена су млатила, српови са кременим микролитским сечивима, жрвњеви, троугласте и трапезоидне кремене секире, глачане или бифацијалне, врхови стрела са удубљењем за углављивање, листолики врхови копаља, ножеви у облику рибљег репа.
Од коштаног оруђа присутни су харпуни, игле, шила, кашике од шкољки...
Уметност је релативно мало заступљена. Носиоци ове културе познају окер, али га не користе у уметничке сврхе.